# Bandja Sy
Bandja Sy (París, 30 de julio de 1990) es un baloncestista francés, con nacionalidad maliense, que pertenece a la plantilla del Paris Basketball de la LNB Pro A francesa. Con 2,05 metros de estatura, juega en la posición de alero o ala-pívot.

## Trayectoria deportiva

### Universidad
Formado en las categorías inferiores del Besançon Basket Comté Doubs, jugó durante cuatro temporadas con los Aggies de la Universidad Estatal de Nuevo México, en las que promedió 7,7 puntos, 4,2 rebotes y 1,0 asistencias por partido. En su última temporada fue incluido en el mejor quinteto de la Western Athletic Conference.

### Profesional
Tras no ser elegido en el Draft de la NBA de 2013, Sy regresó a Francia para fichar por el ÉB Pau-Orthez de la Pro A, la primera división de su país. Jugó una temporada en la que promedió 5,8 puntos y 3,8 rebotes por partido.
En julio de 2014 se comprometió con el también equipo francés del SLUC Nancy, donde en su primera temporada promedió 6,3 puntos y 3,7 rebotes por encuentro, subiendo a 7,7 puntos y 4,1 rebotes en la segunda.
El 24 de junio de 2016 firmó un contrato por tres temporadas con el ASVEL Basket, pero solo llegó a disputar la primera de ellas, promediando 6,4 puntos y 3,0 rebotes por partido.
En agosto de 2017, tras ganar el Open de France, jugó en el Masters de Lausana del Tour Mundial de Baloncesto 3x3 representando a Cergy.
El 15 de septiembre de 2017 se hizo oficial su fichaje por el equipo griego del AEK Atenas B.C., pero en el mes de diciembre fue despedido tras promediar tan solo 3,3 puntos por partido. Un mes más tarde, en enero de 2018, se comprometió con el equipo serbio del KK Partizan, donde acabó la temporada promediando 9,7 puntos y 5,8 rebotes en la ABA Liga.
En verano de 2019, firma por el Morabanc Andorra de Liga Endesa, en el que juega durante dos temporadas.
El 11 de agosto de 2021, firma por el Metropolitans 92 de la Liga Nacional de Baloncesto de Francia.
El 10 de agosto de 2023 fichó por el Paris Basketball, también de la LNB Pro A.

## Vida personal
Sy tiene tres hermanos que también fueron jugadores profesionales de baloncesto: Mamoudou, Mamadou y Amara Sy.